# Parafia św. Jadwigi Śląskiej w Stawie
Parafia Świętej Jadwigi Śląskiej w Stawie – jedna z 7 parafii leżącą w granicach dekanatu strzałkowskiego. Erygowana około 1320 roku.